# ISDC Data Centre for Astrophysics
L'ISDC Data Centre for Astrophysics, ou simplement l'ISDC, est un centre astronomique rattaché à l'Observatoire de Genève, avec lequel il constitue le Département d'astronomie de l'Université de Genève. Il est situé depuis sa création en 1995 à Écogia, dans la commune de Versoix, dans le canton de Genève en Suisse, à 3 kilomètres de Sauverny, où se trouve l'Observatoire de Genève.
L'ISDC a commencé ses activités en tant que l'INTEGRAL Science Data Centre (en abrégé ISDC) en s'occupant en particulier du traitement et de la distribution aux utilisateurs des données du satellite INTEGRAL de l'Agence spatiale européenne, placé avec succès en orbite le 17 octobre 2002 et destiné à l'observation des rayons gamma. L'ISDC contribue maintenant (2017) activement à plusieurs autres missions spatiales et projets au sol avec un "prime scientific focus" sur l'astrophysique des hautes énergies.
Ce centre regroupe environ 45 personnes.

## Référence
1. 1 2 3 4  (en) « ISDC Data Centre for Astrophysics », sur unige.ch (consulté le 28 mai 2023).
2. 1 2 3 4  Plaquette d'information de l'Observatoire de Genève disponible à l'accueil de l'observatoire, juin 2013.